# فتح‌الله گودرزی‌نیا
فتح‌الله گودرزی نیا از سیاستمداران ایرانی بود، که در دوره‌های  دهم،  یازدهم و  دوازدهم بعنوان نماینده خرم‌آباد در مجلس شورای ملی حضور داشت.